# Cetáceos del Caribe
Los cetáceos (o Cetacea, del griego antiguo κῆτος /, que significa "monstruo marino") son un grupo de mamíferos acuáticos. En 2020 se conocen aproximadamente 86 especies de cetáceos en todo el mundo, de las cuales se han observado al menos 35 especies en la Gran Región del Caribe, con una dispersión muy amplia y densidades variables según el territorio. Las aguas del Caribe son ante todo un lugar privilegiado para la reproducción de varias especies de misticetos que viven el resto del año más al norte (América y norte de Europa). El tucuxi y el boto viven en agua dulce en el Amazonas y en las cuencas fluviales circundantes, en los límites de la región del Caribe.
Las políticas públicas tienen en consideración a los cetáceos en muy distintos grados: por un lado existen varios santuarios dedicados a ellos y por otro hay países donde aún se practica la caza de cetáceos de forma bastante generalizada.
Además de los cetáceos, el Caribe cuenta también con otras especies de mamíferos marinos, incluidas dos especies de pinnípedos en zonas fuera de su área de distribución (foca capuchina) o escapadas de acuarios (lobo marino de California). La única especie de foca autóctona es la foca monje del Caribe, que se considera extinta desde mediados del siglo XX. En la región vive también la mayoría de las poblaciones de manatíes antillanos, con una hibridación con el manatí del Amazonas en el escudo Guayanés.

## Lista de especies

### Misticetos(ballenas barbadas)

#### Balaenoptera

##### Rorcual común (Balaenoptera physalus)

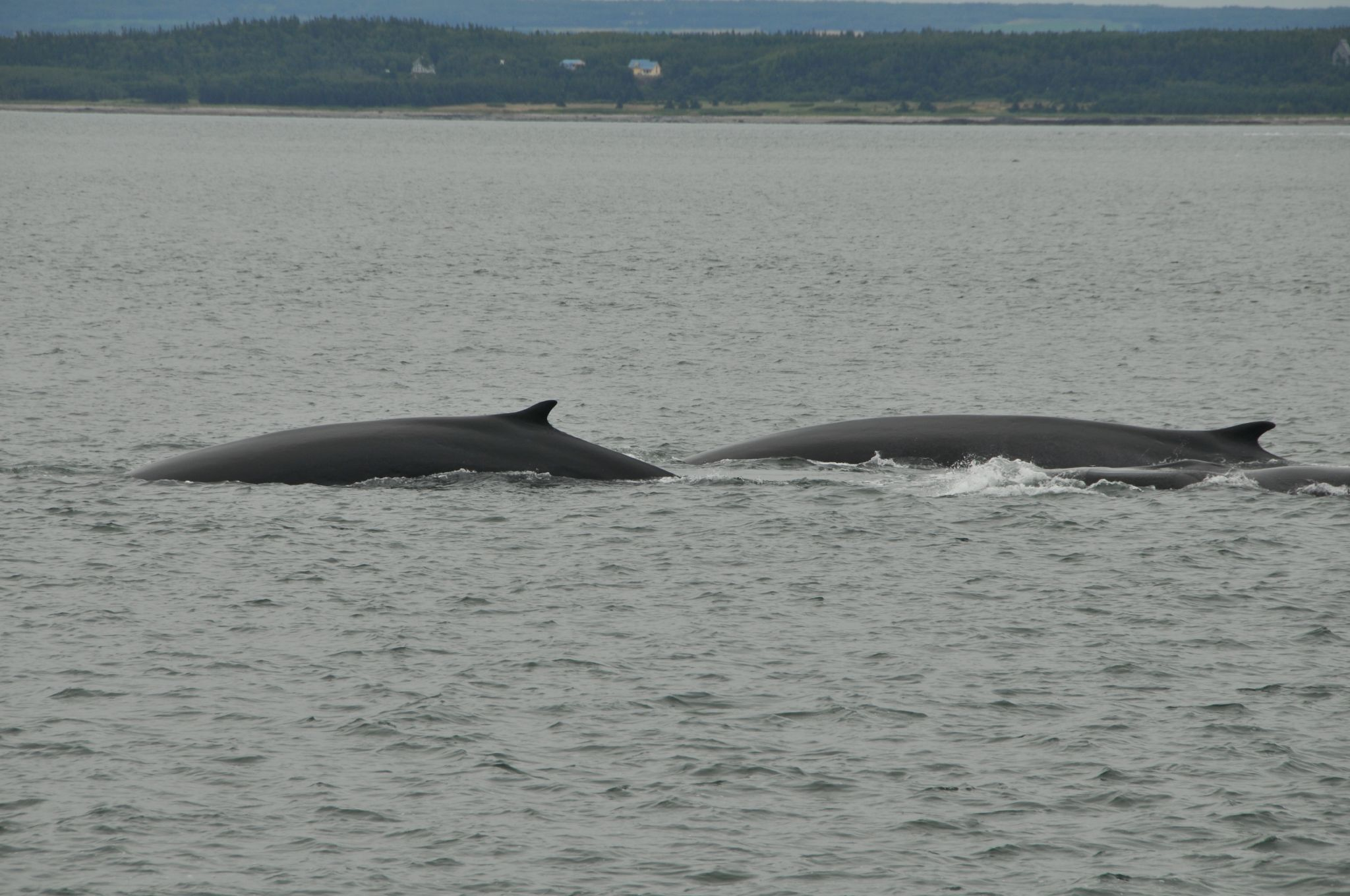
Rorcuales comunes en el golfo de San Lorenzo, frente a Labrador

La densidad de rorcuales comunes es superior en las latitudes altas cerca de los trópicos. No obstante, las poblaciones del Atlántico norte situadas cerca de Labrador parecen migrar en otoño hacia las islas del Caribe para reproducirse y pasan por las Bermudas·
Se han observado especímenes vivos en Puerto Rico, Venezuela y Colombia e individuos varados en las costas de Belice (1986) o incluso en las costas caribeñas de México en 2018. Sin embargo, es posible que se haya producido alguna confusión con el rorcual de Bryde.

##### Rorcual aliblanco (Balaenoptera acutorostrata)
El rorcual aliblanco o de Minke común es el rorcual más pequeño del mundo y, igual que hacen otras especies del mismo género, pasa el verano en latitudes altas para alimentarse y va a reproducirse a lo largo del arco formado por las islas del Caribe y hasta la zona central del Atlántico·. Se han realizado observaciones de este rorcual desde Florida hasta la Dominica. Y pese que se han contabilizado varios varamientos en el golfo de México, allí no se ha avistado ningún individuo vivo.

##### Rorcual austral (Balaenoptera bonaerensis)
El rorcual austral o de Minke antártico, que no se distinguió como especie diferenciada de B. acurostrata hasta la década de 1990, vive esencialmente en el océano Antártico y se considera endémica del hemisferio sur. No obstante, en 1998 se observó un individuo varado en Surinam y otro en 2013 en Luisiana. Estas observaciones poco frecuentes se consideran fuera del área de distribución.

##### Ballena azul (Balaenoptera musculus)

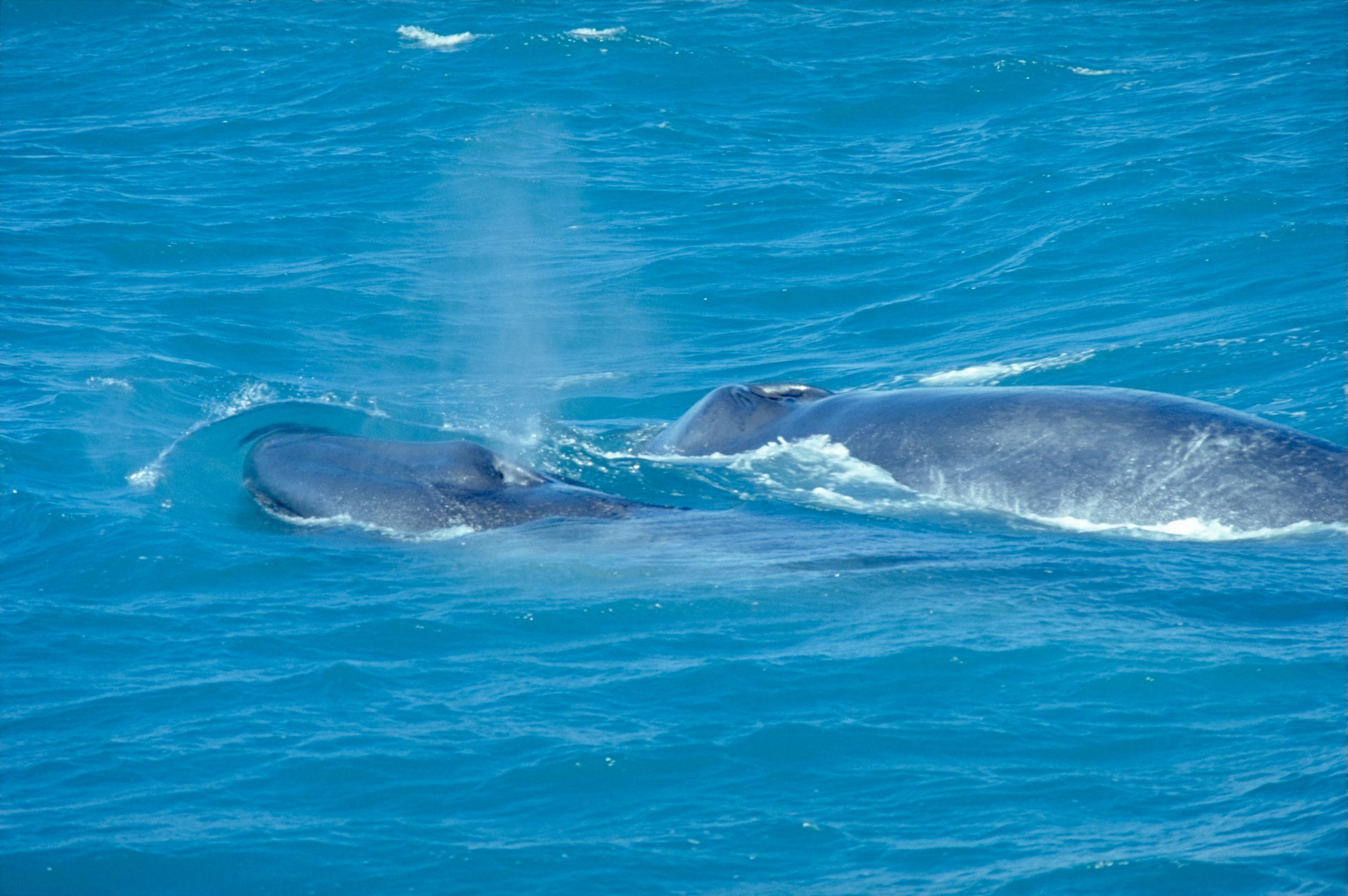
Ballena azul con un juvenil en alta mar frente a Islandia

La ballena azul es el animal vivo de mayor tamaño en todo el mundo en nuestra época. Su área de distribución estival se extiende desde el este de Canadá hasta Svalbard, y la población parece estar separada en dos grupos. Al igual que hacen otros rorcuales, la ballena azul se desplaza más al sur durante el invierno, pero su distribución es poco conocida en ese periodo. Aunque se han producido algunas observaciones visuales (especímenes varados en el golfo de México·, en el canal de Panamá en 1922) y ciertos registros acústicos al sur de las Bermudas, son al parecer casos poco frecuentes, con lo que su zona de reproducción estaría más cerca de la costa este de Estados Unidos.

##### Rorcual de Bryde (Balaenoptera edeni)
El rorcual de Bryde es una especie que se encuentra en todas las aguas templadas cálidas y tropicales del mundo, pero su clasificación sigue estando poco definida. En 2021 se definió Balaenoptera ricei como una especie nueva independiente de otras poblaciones de rorcual de Bryde del océano Atlántico y específica del golfo de México. Otras publicaciones mencionan una división posible en especies o subespecies: Balaenoptera edeni edeni (más pequeño) por un lado y Balaenoptera (edeni) brydei para las demás poblaciones de rorcual de Bryde.
Se han realizado observaciones en todo el Caribe, especialmente junto a Venezuela, en Aruba, aunque también más al norte hasta la República Dominicana. No obstante, la asignación a una de las (sub)especies sigue siendo incierta; los dados moleculares han permitido por ejemplo identificar claramente el animal varado en Aruba (mencionado más arriba) como asociado a Balaenoptera (edeni) brydei.

##### Rorcual de Rice (Balaenoptera ricei)
Se ha demostrado mediante análisis esqueléticos y genéticos que esta especie, que no migra, constituye una especie diferenciada, aunque fue considerada hasta 2021 como una población de rorcual de Bryde específica del noreste del golfo de México. Con una población estimada de unos treinta individuos, está clasificada como en peligro crítico de extinción·.

##### Rorcual boreal (Balaenoptera borealis)

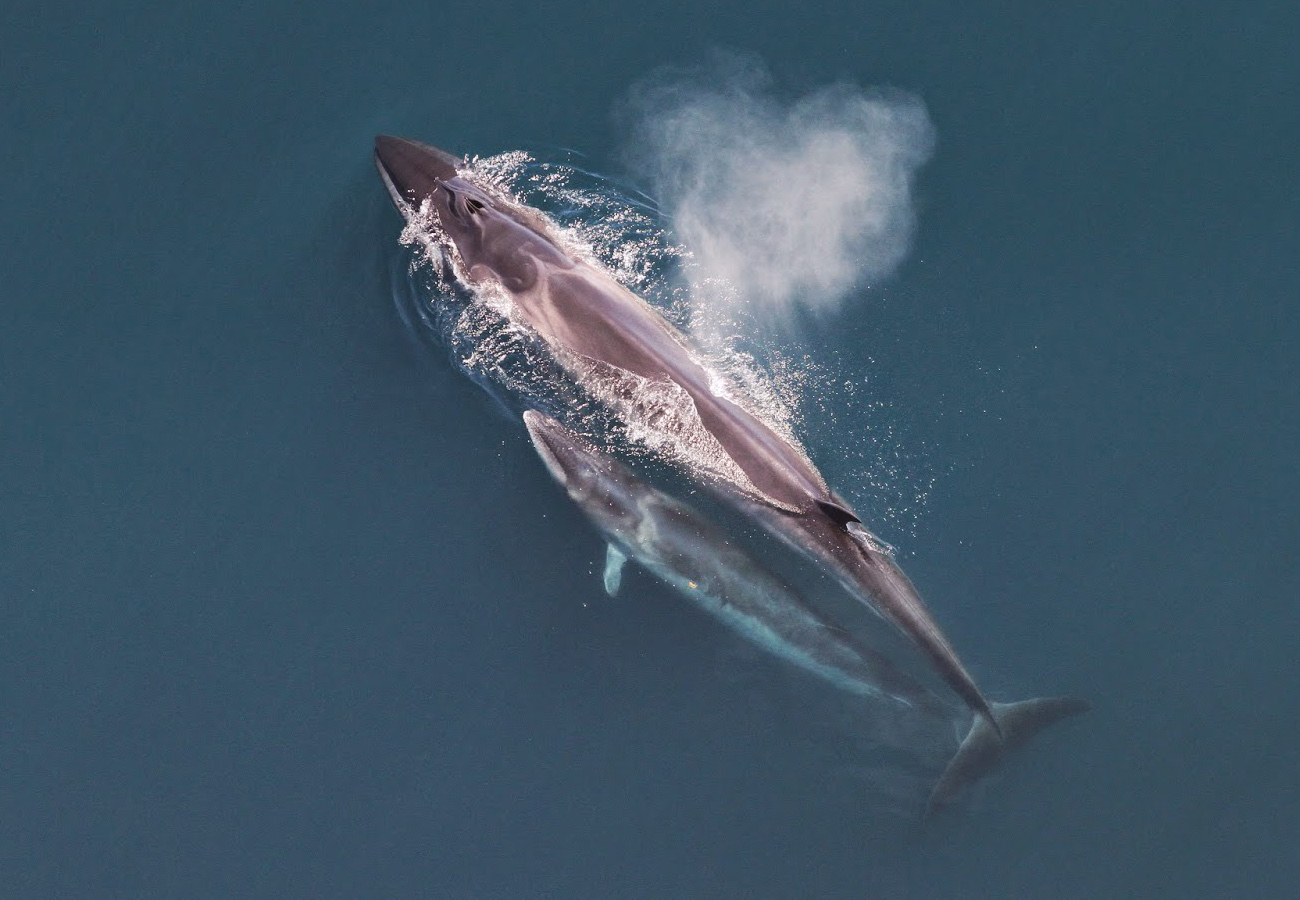
Rorcual boreal hembra con su cría

El rorcual boreal está presente en todo el planeta, esencialmente en las zonas subtropicales, subpolares y templadas, pero a menudo resulta difícil diferenciarlo en el mar del rorcual de Bryde, con el que se ha confundido durante mucho tiempo, e incluso del rorcual común. Está presente en el océano Atlántico, generalmente en los alrededores del golfo de Maine durante el verano, mientras que no se conocen apenas sus movimientos migratorios durante el resto del año. Aunque prefiere las aguas profundas y es conocido por no entrar en los mares semicerrados ni los golfos, se han encontrado individuos varados en el golfo de México y cerca de las Antillas Mayores.

#### Megaptera

##### Ballena jorobada (Megaptera novaeangliae)
Las ballenas jorobadas del Atlántico se dividen en varias poblaciones. La población del Atlántico norte se reproduce en la región del Caribe y se alimenta durante el verano en varias zonas de América del Norte o en Europa septentrional (golfo de Maine, golfo de San Lorenzo, Labrador, Groenlandia, Islandia, norte de Noruega). Las zonas de reproducción, en las aguas cálidas y poco profundas del Caribe, están distribuidas a lo largo de todo el arco del Caribe, desde Cuba hasta Venezuela, con una fuerte concentración frente a la República Dominicana.

Aunque se haya observado que algunos individuos del Atlántico sur llegan desde principios de la década de 2000 hasta el escudo Guayanés· para reproducirse, su zona de reproducción habitual se encuentra más al sur, a la altura de Brasil. Al contrario de lo que ocurre con los individuos del hemisferio norte, los del sur tienen las aletas pectorales mucho más negras, aunque el vientre más blanco.

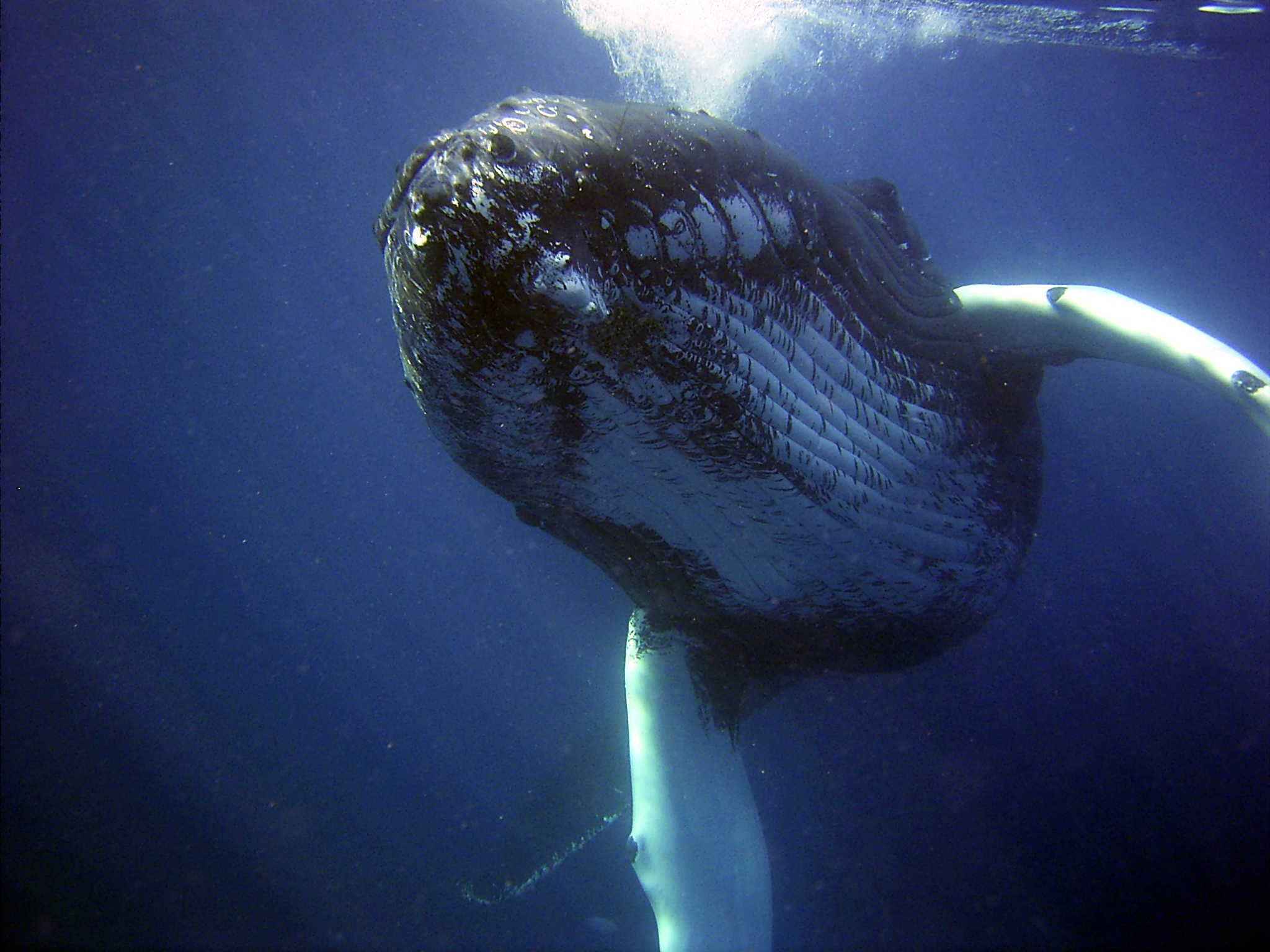
Individuo bajo el agua
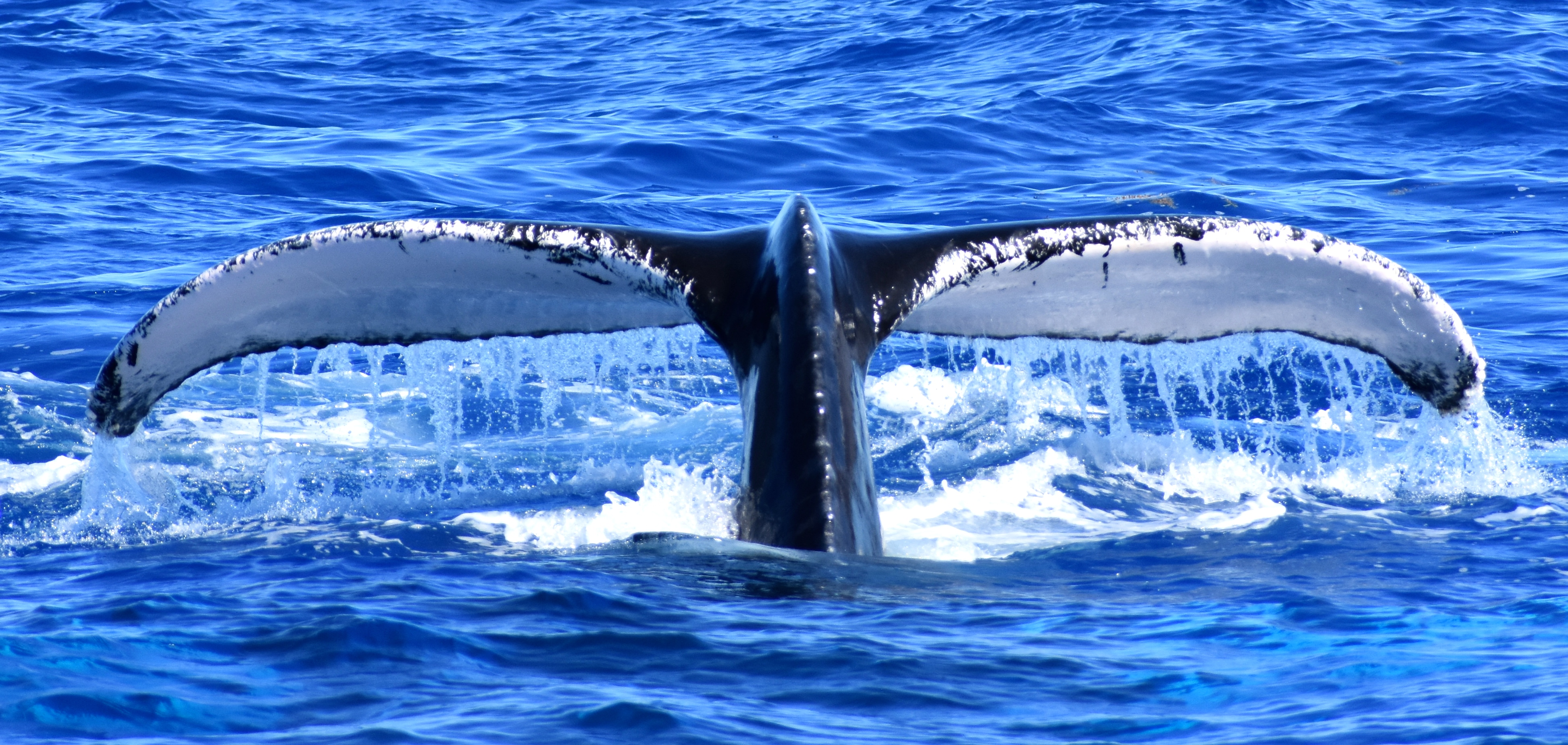
Aleta caudal
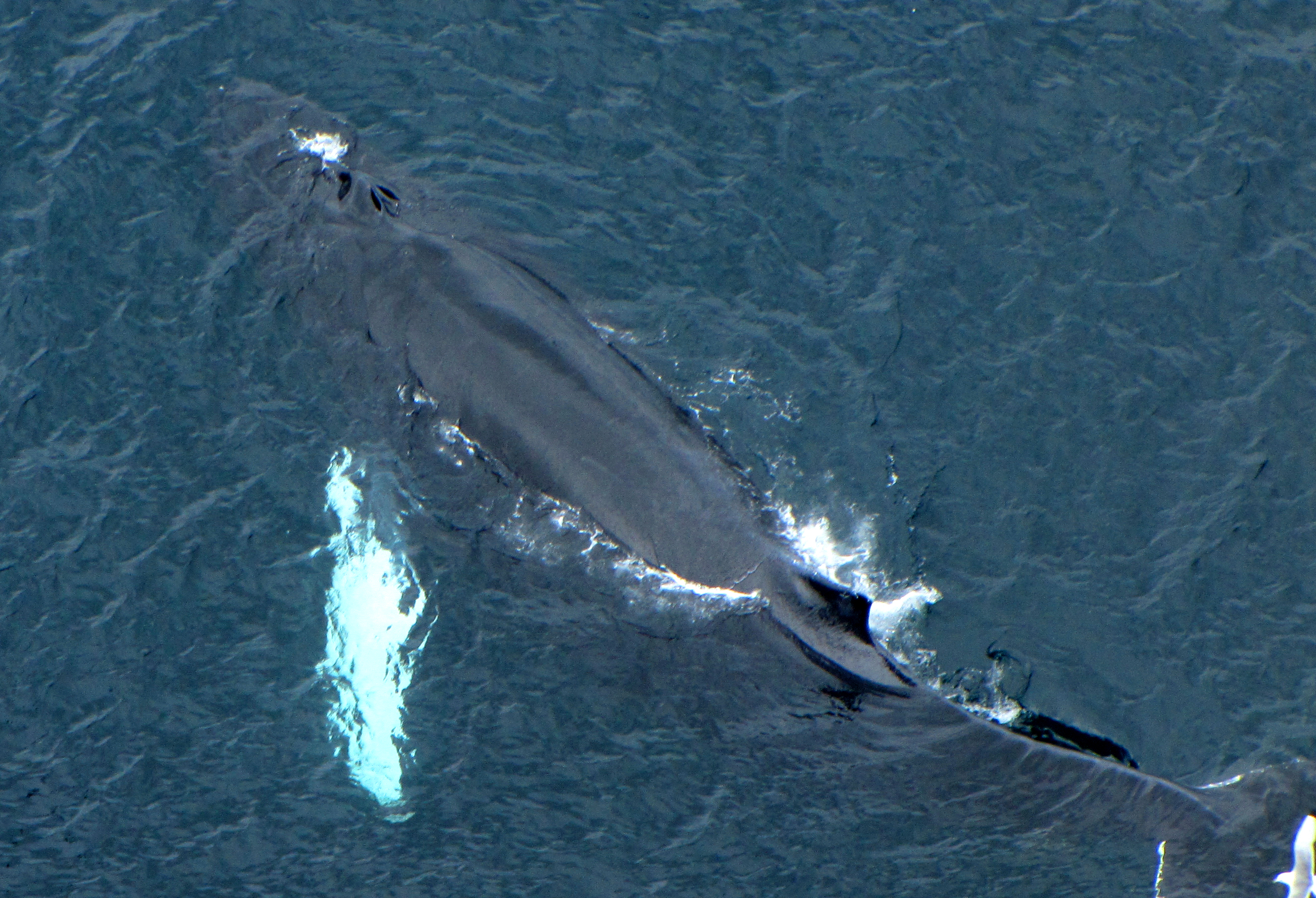
Vista desde arriba

#### Eubalaena

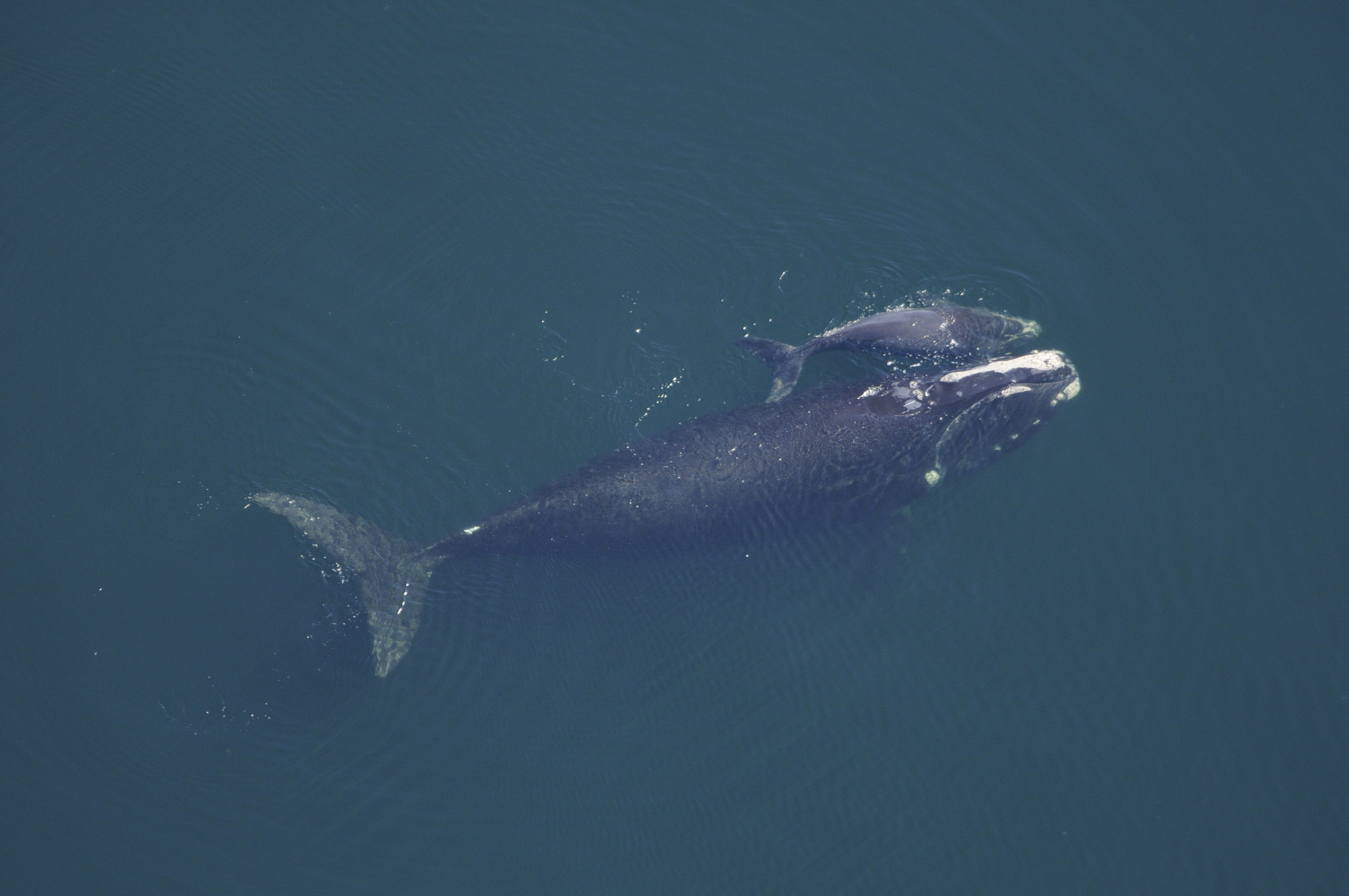
Ballena franca con su cría

##### Ballena franca glacial (Eubalaena glacialis)
Esta especie en peligro crítico de extinción está compuesta por una población de algo más de 350 individuos en el Atlántico del noroeste (la otra población, aún más restringida, se encuentra en el Atlántico este). Aunque viva la mayor parte del año fuera de la zona del Caribe, esta especie utiliza las costas este de Georgia y de Florida, en la entrada de la región, como zonas de reproducción. Se han realizado también ciertas observaciones en el golfo de México, lo que podría indicar una presencia histórica de estos animales más al sur.

### Odontocetos(delfines, orcas y ballenas dentadas)

#### Delphinidae(delfines y orcas)

##### Orca (Orcinus orca)

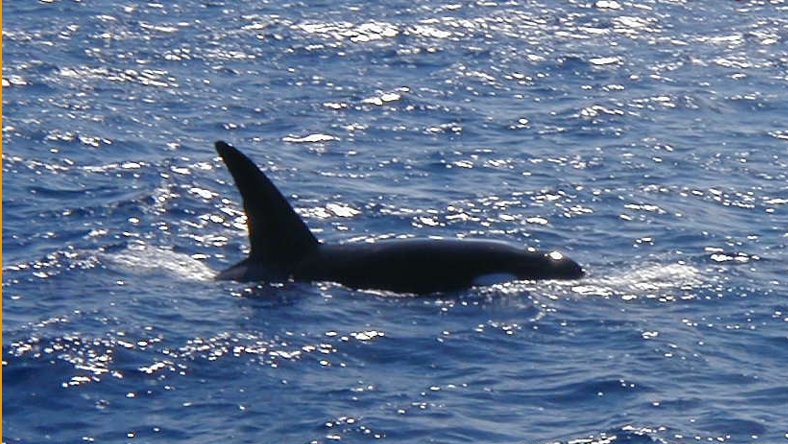
Orca en el sureste de Barbados (Cobblers Reef)

La orca es el mayor representante de la familia de los delfínidos y está presente en todos los mares del globo, aunque la mayoría de los estudios se centran en los entornos polares o subpolares. No obstante, esta especie está presente en la región del Caribe a lo largo del todo el año, con un morfotipo que no se corresponde completamente a ninguno de los descritos anteriormente (Antártida, región subantártica, Atlántico del noroeste o Pacífico del noroeste).

##### Falsa orca (Pseudorca crassidens)
La falsa orca u orca negra es cosmopolita y está presente en todos los mares del mundo entre los 50°N y los 50°S, aunque la densidad de población disminuye drásticamente por encima de los 15° de latitud·. Se encuentra igualmente en la región del Caribe, fundamentalmente en torno a las Antillas Mayores y Menores· y excepcionalmente en el Caribe occidental·. Esta especie se encuentra asimismo en el norte del golfo de México, en particular en la zona oriental.

##### Stenella
- Delfín manchado del Atlántico (Stenella frontalis)

El delfín manchado del Atlántico es, como su nombre indica, una especie endémica del océano Atlántico y se encuentra entre los 50°N y 25/30°S·. Existen varias poblaciones en el Atlántico oeste, con dos morfotipos destacados·: uno de gran tamaño, que vive en el talud continental en fondos de menos de 200 m, en particular en el golfo de México a lo largo de la costa americana, al oeste de la península del Yucatán, y una forma más pequeña a lo largo de las islas y en alta mar frente a ellas.
- Delfín manchado tropical (Stenella attenuata)

El delfín manchado tropical se encuentra en los océanos Atlántico, Pacífico e Índico, en aguas más profundas que las que habita el delfín manchado del Atlántico.
Esta especie se encuentra con frecuencia en entornos oceánicos en el golfo de México y es una de las especies de cetáceos más común en entornos tropicales en términos generales. Parece asimismo ser muy común en el sur de las Antillas Menores·.
Se ha observado también en el Caribe, especialmente en Puerto Rico, Tobago, República Dominicana, Venezuela o incluso Colombia, en general en aguas profundas.
- Delfín girador de hocico largo (Stenella longirostris)

El delfín girador de hocico largo tiene una distribución mundial similar a la del delfín manchado tropical.
En el norte del golfo de México se observa principalmente al este del Misisipi, en aguas de más de 200 m de profundidad y a lo largo de todo el año. Se presupone que las poblaciones del interior del golfo (sin duda compartidas entre Estados Unidos, México y Cuba) y las que viven en el Atlántico oeste están diferenciadas.
Esta especie se encuentra en todo el arco del Caribe, aunque de manera variable··. Su hábitat preferente se encuentra alrededor de las islas, con un comportamiento ante todo costero, y en los montes submarinos. Hay una población residente importante en las Bahamas. En San Vicente y las Granadinas son objeto de caza para la alimentación.
- Delfín listado (Stenella coeruleoalba)

El delfín listado está presente en la mayoría de está presente en la mayoría de las aguas tropicales y templadas del mundo.
En el norte del golfo de México se encuentra en aguas profundas a más de 200 m e incluso mayoritariamente más allá de los 1000 m de profundidad.
Las observaciones en el Caribe son poco frecuentes, aunque se hayan avistado algunos individuos en algún punto del arco del Caribe, cerca de las Antillas Mayores (Islas Vírgenes de los Estados Unidos, Jamaica, Puerto Rico) y de las Antillas Menores··
- Delfín clímene (Stenella clymene)

Los delfines clímene son específicos de las aguas tropicales y subtropicales del océano Atlántico, principalmente entre Nueva Jersey y el sur de Brasil en la zona occidental. En el norte del golfo de México las observaciones se han hecho fundamentalmente en las aguas más profundas.
Al parecer se trata de un híbrido entre el delfín girador de hocico largo y el delfín listado.

##### Delfín común (Delphinus delphis)
Desde 2016 el delfín común se considera como una única especie, aunque hasta entonces se dividía en dos: el delfín común de rostro largo (Delphinus capensis) y el delfín común de aletas cortas (Delphinus delphis). Se trata de una de las especies de cetáceos con una mayor área de distribución y abundancia, en todos los océanos principales y en todos los hábitats.
No obstante, parece estar ausente del golfo de México y del mar Caribe, salvo por el norte de América del Sur, frente a las costas de Colombia y de Venezuela·.

##### Delfín de Fraser (Lagenodelphis hosei)
El delfín de Fraser es una especie pantropical que vive entre los 30°S y los 30°N y que se encuentra por tanto en la Gran Región del Caribe. Las poblaciones se observan en general en alta mar, en aguas profundas, aunque pueden encontrarse a veces cerca de la costa, alrededor de las islas oceánicas, especialmente en las Antillas Menores·.
Las observaciones en el Caribe se han producido en particular en Puerto Rico, en Bonaire o en las Antillas francesas·.

##### Delfín de hocico estrecho (Steno bredanensis)
El delfín de hocico estrecho es una especie que se encuentra en todas las aguas cálidas del globo, entre los 40°N y los 35°S, en hábitats muy variables. Las poblaciones tienen estructuras bien definidas. Las poblaciones del oeste y del este de Florida parecen estar separadas. En el norte del golfo du México las observaciones se producen esencialmente en medios oceánicos, con algunos casos de avistamientos en la plataforma continental.
Esta especie ha sido asimismo observada en el mar Caribe, especialmente alrededor de Aruba, en Honduras o en Colombia.

##### Delfín mular (Tursiops truncatus)

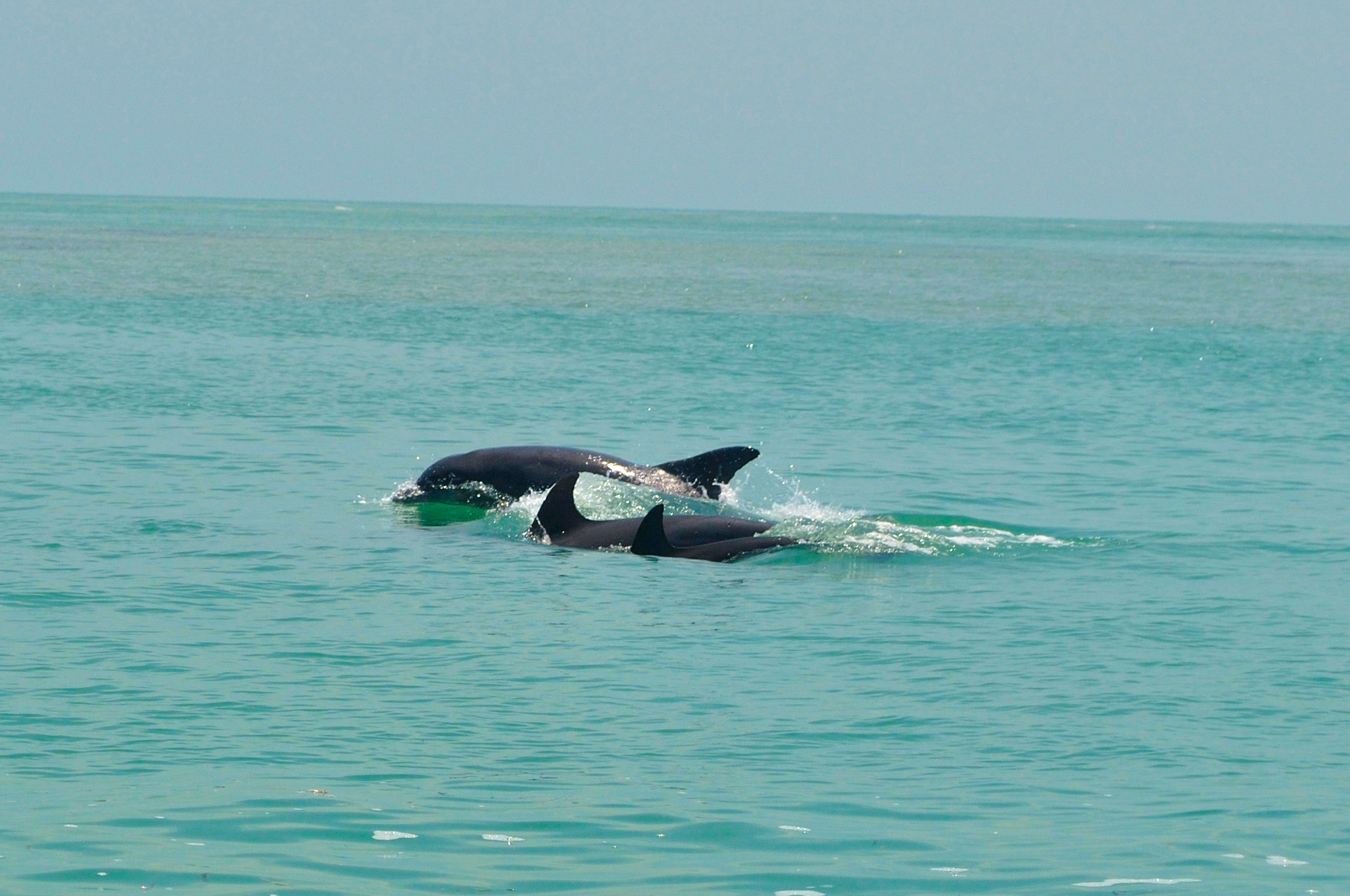
Delfines mulares en alta mar frente a la península de Yucatán, en México

El delfín mular es una de las especies de cetáceos más comunes: su área de distribución cubre el mundo entero y está presente en las tres grandes cuencas oceánicas. Su adaptación local y su estructura social compleja han dado lugar a numerosas poblaciones bien diferenciadas, con variaciones morfológicas a veces marcadas, especialmente en zonas costeras·.
En particular en el Caribe, la NOAA identifica varias poblaciones independientes dentro del golfo de México, mientras que en los alrededores de Puerto Rico solo se ha podido identificar un único ecotipo, aunque compuesto de dos líneas genéticas diferenciadas. La alta fidelidad de estas pequeñas poblaciones a un solo lugar y su separación genética de las demás poblaciones las hacen más frágiles a las presiones humanas.
Aparte de las poblaciones costeras locales, se observa también una forma oceánica, que vive más en alta mar, en la región del Caribe.·. Las relaciones genéticas entre las diferentes poblaciones, independientemente de que sean costeras u oceánicas, requieren estudios más pormenorizados para poder identificarse correctamente.
Se trata de la especie que más habitualmente se conserva en cautividad en la Gran Región del Caribe. Se capturan individuos en particular en las aguas de Cuba y estos posteriormente se exportan a otras zonas de la región e internacionalmente.

##### Globicephalidae
- Orca pigmea (o enana) (Feresa attenuata)

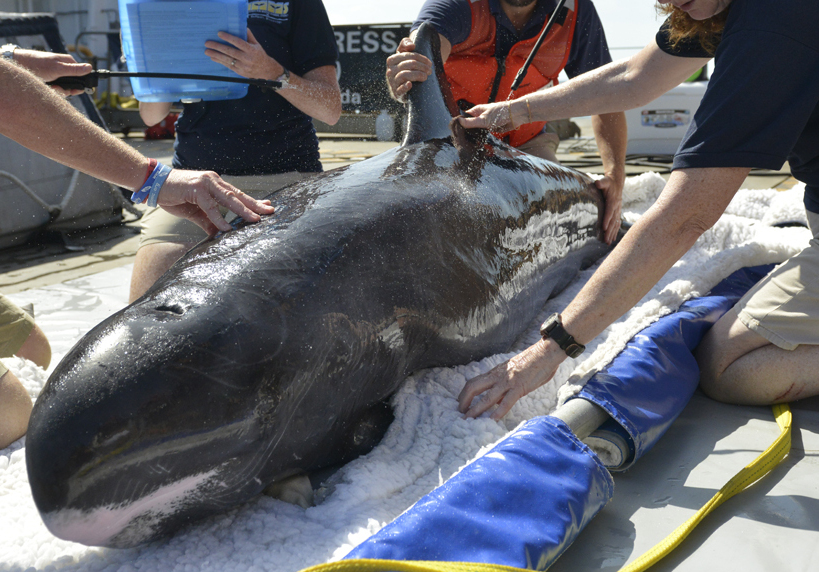
Orca pigmea varada en el golfo de México

En el Caribe se han realizado pocos avistamientos de orca pigmea. En 1969 se capturó a un individuo en San Vicente y en 1995 se produjo un varamiento en masa en las Islas Vírgenes Británicas.
- Calderón tropical (Globicephala macrorhynchus)

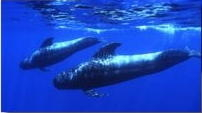
Calderones tropicales en el Caribe

Resulta difícil de diferenciar en el agua del calderón común, aunque sí es posible hacerlo mediante análisis genéticos morfológicos. Su área de distribución se extiende hacia el norte de la región del Caribe, a lo largo de la costa americana·, aunque en la región del Caribe solo se encuentra al calderón tropical, ya que a la otra especie no le gustan las aguas cálidas. Sin embargo, se han observado algunos varamientos de calderones comunes en Florida.
El calderón tropical está presente en todo el Caribe· y a lo largo de la plataforma y del talud continental del golfo de México·. Parece ser la especie de cetáceo más corriente en los alrededores de Puerto Rico y de las islas Vírgenes.
- Delfín de Risso (Grampus griseus)

El delfín de Risso se encuentra en los 3 océanos principales, en las aguas templadas o tropicales, principalmente en el talud continental. Se encuentran además concentraciones más elevadas en el talud continental del golfo de México, aunque en general esté presente en el medio oceánico. Igualmente, en el Atlántico noreste se observa a lo largo del talud y se aleja hacia alta mar en invierno.
Se han realizado observaciones en particular en Aruba, la Guayana Francesa, Venezuela o México, aunque no parece una especie muy común en la región.
- Delfín de cabeza de melón (Peponocephala electra)

El delfín de cabeza de melón está presente en el mundo entero en aguas tropicales y subtropicales.
En el golfo de México las escasas observaciones tienen lugar en aguas relativamente profundas, a más de 800 m de profundidad. Las observaciones son asimismo bastante poco frecuentes en el resto del Caribe, tanto en el este como en el oeste, y su distribución, por tanto, no se conoce bien···.

##### Sotalia
- Delfín costero (Sotalia guianensis)

El delfín costero, o sotalia, es una especie muy costera, que está presente en la zona de la región del Caribe (desde Brasil) hasta Honduras en el norte.
Vive en grupos en aguas tranquilas y poco profundes, cerca de la costa y junto a los estuarios, con una gran fidelidad al lugar en el que vive.
Existe una población aislada a más de 500 km hacia el interior, a lo largo del río Orinoco en Venezuela.
- Tucuxi (Sotalia fluviatilis)

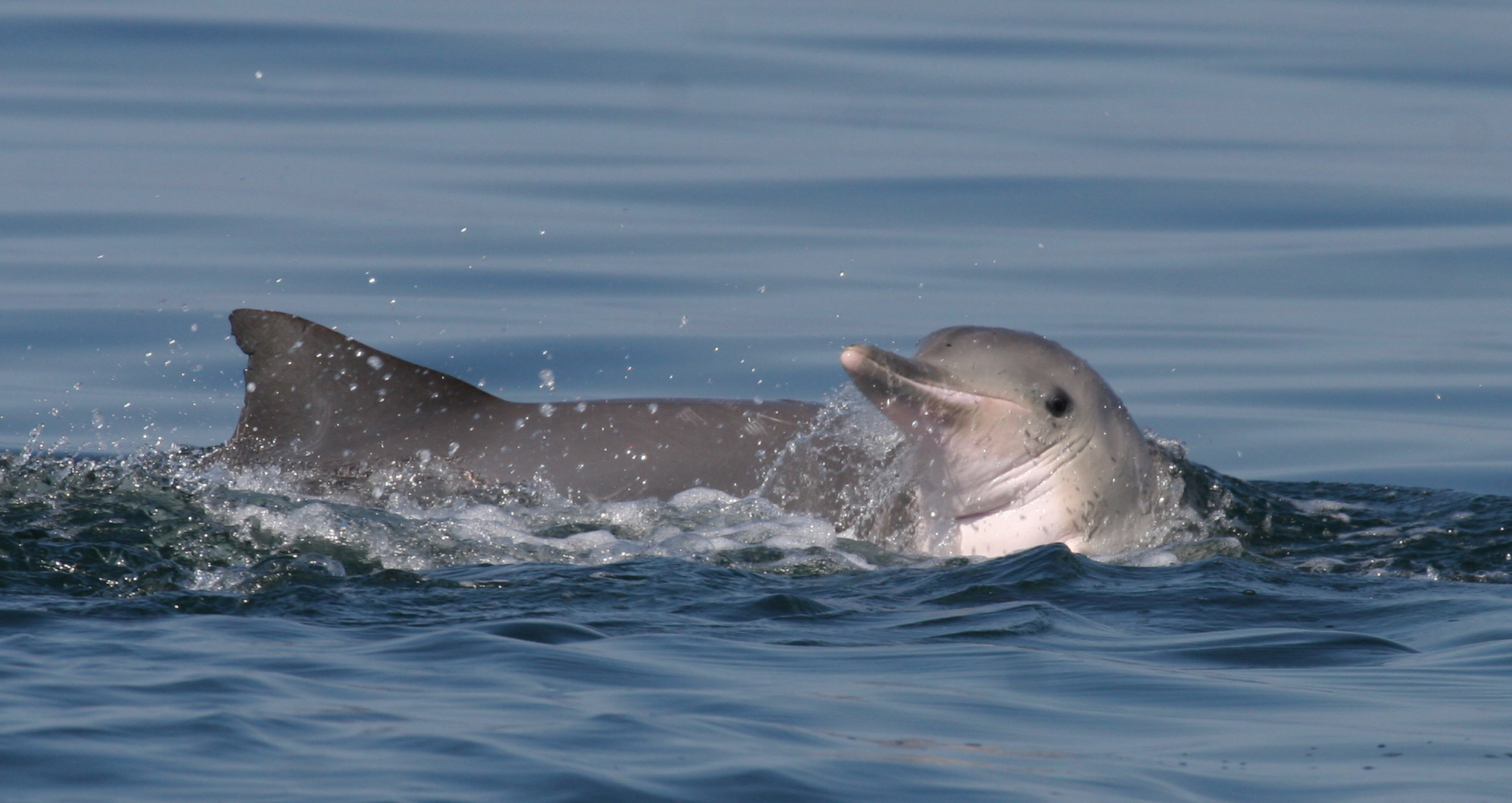
Sotalia

Las especies de Sotalia que viven en la cuenca hidrográfica del Amazonas se conocen desde finales de la década de 2010 como una especie distinta a Sotalia guianensis, el tucuxi, y no parecen aventurarse en el mar. Esto significa que no se trata de un mamífero marino sensu stricto, como el delfín rosado del Amazonas, que es completamente distinto.
La pertenencia de la población del lago de Maracaibo de Venezuela a una u otra de las dos especies de Sotalia sigue aún pendiente de clarificación.

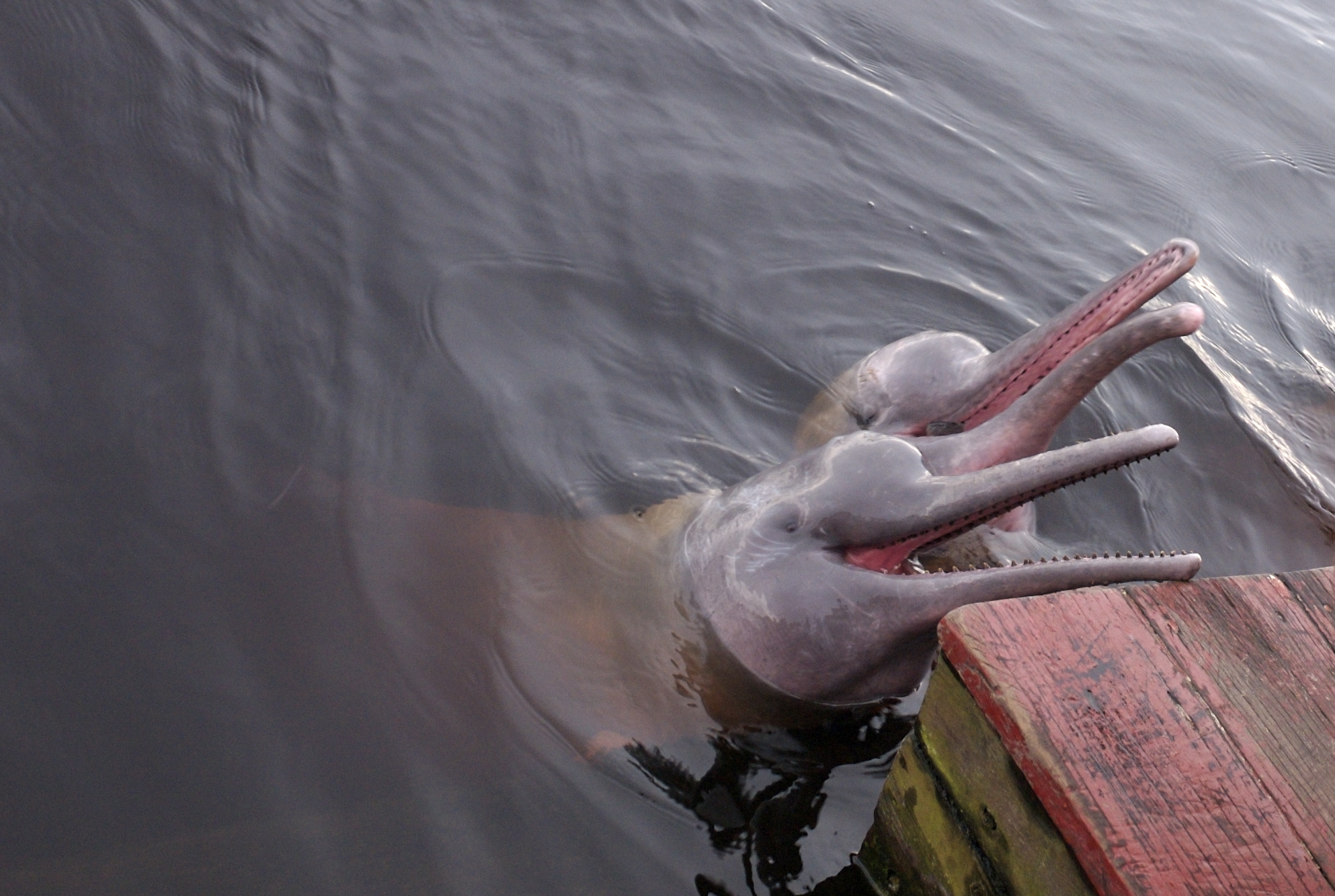
Boto

#### Iniidae

##### Boto (Inia geoffrensis)
El género de los ínidos está formado por una única especie, el boto o delfín rosado del Amazonas, que vive exclusivamente en agua dulce. Habita las cuencas hidrográficas del Amazonas y del Orinoco, en Brasil, Colombia y Venezuela, aunque también se encuentra fuera de la región del Caribe, más al este, en Ecuador, Bolivia y Perú. Está presente desde los estuarios de los ríos hasta mucho más lejos aguas arriba, y llega hasta donde allí lo bloquean la corriente y las cascadas.

#### PhyseteridaeyKogiidae(cachalotes)

##### Cachalote (Physeter macrocephalus)
El cachalote es una especie cosmopolita, que a menudo se encuentra cerca de las plataformas continentales y los cañones.
La población de las Antillas Menores es una de las más estudiadas de todo el mundo y está compuesta por varias unidades sociales (mayoritariamente hembras y jóvenes), que se desplazan entre varias islas y en su mayoría están en declive. La(s) población(es) del arco del Caribe parece(n) dividida(s) en tres clanes vocales, cada uno de ellos con su propio repertorio vocal.
Los cachalotes son los grandes cetáceos más comunes presentes en el golfo de México, a donde se desplazan en función de las zonas de altas y bajas presiones atmosféricas. Al menos una población parece ser residente del golfo.

##### Cachalote enano (Kogia sima)
El cachalote enano, cuya morfología es muy similar a la del cachalote pigmeo (Kogia breviceps) se encuentra en las aguas tropicales y templadas de todo el mundo, aunque parece preferir aguas relativamente más cálidas que el Kogia breviceps.
Aunque se trate de una especie que se avista con poca frecuencia, acostumbrada a alta mar, se han realizado observaciones de individuos en particular a lo largo de la costa de Florida, en el golfo de México y en el arco del Caribe···. Se han observado asimismo varamientos en el sur y el oeste de la cuenca del Caribe, en Costa Rica (2006), Honduras (2011), Aruba y Curazao y en Colombia (2008).
La falta de datos no permite determinar el tamaño de las poblaciones ni mucho menos las tendencias de evolución de estas.

##### Cachalote pigmeo (Kogia breviceps)
Al igual que la otra especie de Kogia, el cachalote pigmeo es una especie cosmopolita y está presente a lo largo de toda la fachada oeste atlántica, desde Argentina hasta Canadá. También vive en aguas profundas, por lo que se avista con poca frecuencia en la superficie.
En la segunda mitad del siglo XX se han observado numerosos individuos varados, en particular en Colombia, Puerto Rico y las Islas Vírgenes de los Estados Unidos, a lo largo de todo el año, lo que parece indicar una presencia continua en la cuenca del Caribe pese a la falta de observaciones en el mar. No se ha realizado ninguna observación en las aguas del Caribe neerlandés, lo que hace suponer una falta de avistamientos más que la ausencia de la especie en la zona.
En el norte del golfo de México (ZEE de Estados Unidos) se estima que la población de las dos especies combinadas es de 336 individuos (en 2017/2018).

#### Ziphiidae(zifios)
Entre los zífidos observados en la región se incluyen el zifio de Cuvier y 4 especies del género Mesoplodon que a menudo resultan difíciles de identificar a nivel de la especie. Dado que la diferenciación entre las distintas especies de Mesoplodon en el mar resulta muy difícil, los datos de observación en alta mar suelen agruparse bajo Mesoplodon sp. Los zifios de Blainville y de Gervais son las 2 únicas especies de Mesoplodon que se puede afirmar con certeza que están presentes en la región de manera continua, mientras que los otros dos son casos avistados fuera de su área de distribución. Hay que tener en cuenta que un hidrófono grabó a un individuo de Mesoplodon desconocido en el golfo de México.

##### Zifio de Cuvier (Ziphius cavirostris)
El zifio de Cuvier es la especie de zifio más común y abundante. Está presente en todos los océanos, desde los trópicos hasta las regiones polares, salvo en las aguas poco profundas y en latitudes muy altas.
En el Atlántico noreste se encuentra fundamentalmente a lo largo del borde de la plataforma continental y en el golfo de México, en zonas donde la profundidad es superior a 1000 m.
Según los estudios que se han realizado en ciertas poblaciones, al parecer el zifio de Cuvier tiene desplazamientos relativamente limitados y presenta una alta fidelidad a una región precisa, lo que sugiere una fuerte estructuración.
Esta especie tiene la apnea más larga conocida en todo el mundo, por lo que tanto su detección como la estimación de su abundancia resultan muy difíciles. Se conoce su distribución fundamentalmente a través de los varamientos. Es además una de las especies de cetáceos que se encuentra con más frecuencia varada en el noreste del Caribe.
Los avistamientos de esta especie se han hecho fundamentalmente en Cuba, República Dominicana, San Martín, Dominica, Martinica, San Vicente, Barbados, Venezuela, Colombia, las Islas de Sotavento o incluso Puerto Rico.

##### Zifio de Blainville (Mesoplodon densirostris)

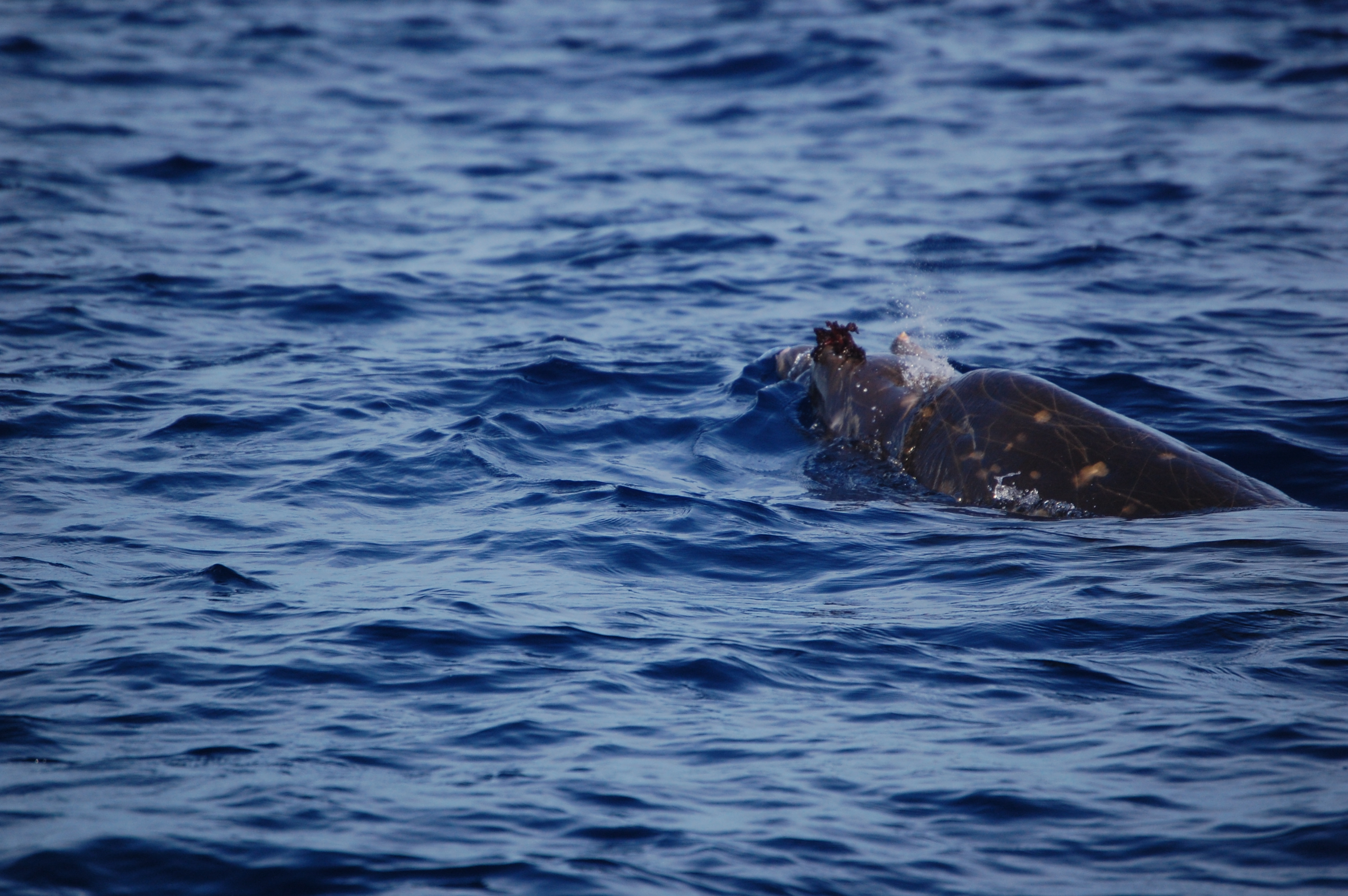
Zifio de Blainville en las Bahamas

El zifio de Blainville es al parecer la especie del género Mesoplodon que tiene una mayor distribución en el mundo y está presente en aguas cálidas entre templadas y tropicales en todos los océanos. Se encuentra sobre todo en aguas profundas, aunque también puede observarse más cerca de la costa, especialmente alrededor de las islas y en los límites de las plataformas continentales. Prefiere zonas con una fuerte pendiente, lo que le permite alimentarse tanto en la capa de difusión profunda como en el fondo.
Se han observado varamientos en las Islas Caimán, en Puerto Rico y en las Bahamas.

##### Zifio de Gervais (Mesoplodon europaeus)
Dado que la diferenciación de las distintas especies de Mesoplodon en el mar resulta difícil visualmente, la mayoría de las observaciones se registran simplemente como Mesoplodon sp.. Se han encontrado individuos varados especialmente en Trinidad, Jamaica, Cuba, República Dominicana, Curazao, Bonaire en las Islas Vírgenes e incluso en Martinica.

##### Zifio de True (Mesoplodon mirus)
En el Atlántico norte esta especie está especialmente presente en los límites de la plataforma continental y más en alta mar, en aguas fundamentalmente templadas, hasta Florida y las Bahamas. Se encontró un individuo varado de esta especie en las Bahamas en 1981.

##### Zifio de Sowerby (Mesoplodon bidens)
Esta especie está en los límites de su área de distribución en la Gran Región del Caribe, ya que está más acostumbrada a las aguas frías del Atlántico norte. Solo se registró un varamiento en las costas de Florida, en 1984, en el interior del golfo de México, pero podría tratarse de un animal perdido.

### Otrosmamíferos marinos
También se pueden observar en la Gran Región del Caribe otras especies de mamíferos marinos que no pertenecen al infraorden de los cetáceos:
- el manatí del Caribe se divide en dos subespecies:
  - el manatí antillano (Trichechus manatus manatus):[141] subespecie de manatí que vive entre Florida y el escudo Guayanés, donde se hibrida con el manatí amazónico (Trichechus inunguis).[142] Desapareció del conjunto de las Antillas Menores hace al menos un siglo, aunque algunos individuos pasan ocasionalmente por las Islas de Sotovento[143]·[144]·;[145]
  - el manatí de Florida (Trichechus manatus latirostris): subespecie que vive exclusivamente en América del Norte y que ha sido muy estudiada;[145]
- la foca monje del Caribe (Monachus tropicalis): fue observada por última vez en 1952 y la UICN considera a esta especie oficialmente extinta desde 1986.[146] Algunas observaciones en el Caribe parecen atribuibles a jóvenes individuos de foca capuchina (Cystophora cristata), perdidos lejos de su área de distribución.[147]
- el lobo marino de California (Zalophus californianus): esta especie no es local, pero fue introducida en el Caribe en las décadas de 1950 y 1960.[51]

## Amenazas
Entre 2010 y 2014 el proyecto Lifeweb llevó a cabo un análisis intersectorial de las amenazas para los mamíferos marinos en el Caribe a través de varios mapas sobre la contaminación, el desarrollo de las costas, el transporte marítimo y la pesca. En 2020, dentro del marco del proyecto CARI'MAM (Caribbean mammals preservation network), financiado con fondos Interreg para el Caribe, el CAR-SPAW publicó un análisis del plan de acción de 2012 para los mamíferos marinos de la región. Este análisis presenta la evolución de las medidas de gestión tomadas desde hace 8 años en cada país y el estado de situación de las amenazas por territorio.

### Interacción con la pesca
Los mamíferos marinos pueden enredarse en las artes de pesca y ahogarse, sufrir heridas o ser capturados en las redes como capturas accidentales. En el Caribe la pesca es esencialmente artesanal, faltan datos sobre las capturas accidentales y las principales instituciones implicadas tienen poco o nada en cuenta esta cuestión en sus análisis y estrategias. Por otra parte, se han observado enredamientos, especialmente de cachalotes, en los cordajes de los dispositivos agregadores de peces (FAD, por sus siglas en inglés) o de delfines en trasmallos.
La sobreexplotación de muchas reservas de peces en la región puede igualmente influir en el mantenimiento de las poblaciones de cetáceos que se alimentan de ellas.
Aparte de las interacciones negativas entre pescadores y mamíferos marinos, varias especies de mamíferos marinos son cazadas directamente en el Caribe, tanto en caza legal como ilegal. Estas capturas no son monitorizadas ni se incluyen en los informes conforme a lo exigido por el protocolo SPAW. Debido a la falta de datos, sigue sin conocerse el impacto de esta caza sobre las poblaciones. Las especies cazadas son diversas: orcas, calderones, delfines manchados, ballenas jorobadas (solo en Bequia), manatíes, etc.

### Degradación de los hábitats
La urbanización de las costas está en continua evolución en el conjunto de la región: terminales para cruceros, puertos, estaciones balnearias, etc. Estos proyectos de desarrollo vienen acompañados de problemáticas de contaminación química (aguas residuales no tratadas, hidrocarburos en los puertos, etc.) y de contaminación acústica. Los mamíferos marinos no suelen incluirse en los estudios de impacto previos a las obras, al contrario de lo que ocurre con los corales y con otras especies bénticas costeras. En ciertas zonas del Caribe, el desarrollo de la explotación petrolera contribuye a este fenómeno, ya sea de manera directa mediante la instalación de pozos o por el tráfico marítimo y las instalaciones inherentes a esta industria.

### Contaminación

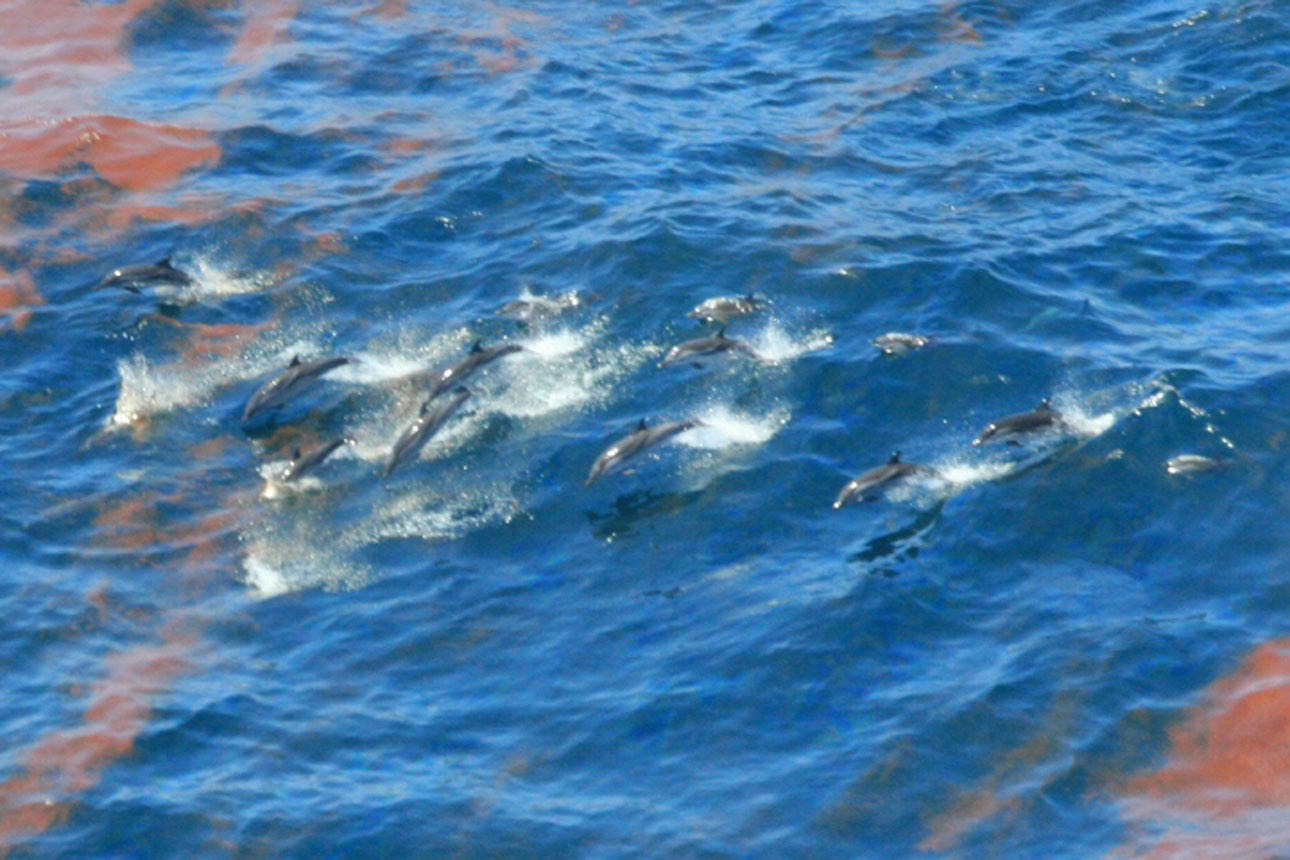
Delfín listado durante la marea negra de Deepwater Horizon

La contaminación de origen terrestre incluye especialmente la eutrofización de las aguas costeras por los nutrientes que acarrean las corrientes de agua y la erosión de los suelos. Las islas del Caribe están poco afectadas por este problema (salvo algunos casos concretos), pero se han registrado floraciones de algas en Florida, lo que ha provocado sucesos de mortalidades inhabituales en delfines mulares.
La industria petrolera está en fuerte desarrollo en la región y se han producido varios derrames de petróleo. La mayor catástrofe petrolera de Estados Unidos, la explosión de la plataforma petrolera Deepwater Horizon, tiene impactos a largo plazo en las poblaciones de cetáceos del golfo de México.
Los metales pesados como el mercurio se acumulan a lo largo de la cadena alimentaria. Dado que los cetáceos se sitúan en la cúspide de la cadena alimentaria, se ven principalmente afectados por ellos. El mercurio proviene de la minería artesanal de oro en la cuenca del Amazonas. La presencia de mercurio y de selenio se detecta en varias especies de cetáceos que se cazan y consumen en San Vicente
La región sufre también importantes contaminaciones por los residuos, en particular plásticos, que pueden ser ingeridos por los mamíferos marinos o en los que pueden enredarse.

### Observación de cetáceos
La observación de mamíferos marinos (a menudo denominada "avistamiento de cetáceos") empezó hace menos de 50 años en el Caribe y no ha dejado de crecer desde entonces. En Dominica esta actividad genera en torno a 3 millones de dólares de beneficios y en las Antillas francesas se estimó en más de 2 millones de euros en 2015. Aunque se trata de una práctica que puede sostener el desarrollo económico de ciertos territorios, al tiempo que sirve como herramienta de sensibilización importante, puede asimismo resultar perjudicial para los animales si se realiza con malas prácticas o es demasiado intensiva. Existe una guía de buenas prácticas que promociona el protocolo SPAW.

### Falta de conocimientos
Existen relativamente pocos programas de adquisición de conocimientos sobre los mamíferos marinos en la región y los datos existentes están muy dispersos. La mayoría de los seguimientos los realizan asociaciones con pocos lazos entre sí, lo que genera  dispersión en los resultados y dificulta la realización de análisis globales. La falta de conocimientos sobre la distribución de las especies y la estimación de su abundancia constituye un problema importante para su conservación. El proyecto Lifeweb, completado en 2014, llevó a cabo un primer análisis sobre la distribución de las especies cruzando varias fuentes de datos disponibles en un mapa de intracciones·. En Guadalupe un estudio de 2021 intentó reunir varios conjuntos de datos extraídos de diversas fuentes para responder a esta disparidad en los datos.
Los varamientos de los mamíferos marinos en la región pueden servir como importante fuente de información en relación con las amenazas que pesan sobre estos animales, así como sobre la distribución de las especies. Sin embargo, en términos generales estos sucesos están subexplotados como fuentes de información.

### Cautividad
En el Caribe existen más de 50 instalaciones que tienen mamíferos marinos en cautividad con fines de ocio, ya sea en recintos en el mar o en piscinas. Aparte del problema relacionado con el bienestar de los animales en cautividad en los delfinarios, hay que señalar que varios países capturan animales silvestres para estos centros. Cuba, por ejemplo, exporta periódicamente delfines mulares a varios países. Esta especie es la más común en cautividad.

### Contaminación acústica
La contaminación acústica tiene un gran impacto en las distintas especies de mamíferos marinos, ya que estas dependen del sonido para los principales aspectos de su vida (comunicación, orientación, etc.). La contaminación acústica en la región proviene en particular de las campañas sísmicas relacionadas con la exploración petrolera, los sonares militares y el tráfico marítimo. Aunque se han documentado varamientos relacionados con la contaminación acústica, siguen faltando datos sobre el nivel de contaminación en la región y también faltan directivas regionales para atenuar los efectos de las campañas sísmicas.

### Colisiones
El tráfico marítimo a lo largo de los grandes ejes de transporte en el Caribe puede dar lugar a colisiones con los grandes cetáceos y al mismo tiempo aumenta la contaminación acústica en el entorno marino. Sin embargo, el número de colisiones registradas es pequeño, sin duda debido a que los datos no se comunican. Aunque se conocen las rutas de navegación, no se conocen suficientemente bien los sectores de riesgo para los animales o las conclusiones se basan en extrapolaciones·. Los cetáceos de pequeño tamaño y los manatíes también pueden sufrir colisiones con los barcos de menor envergadura (barcos de pesca o recreativos) o con sus hélices.

### Cambio climático
El impacto del cambio climático sobre los mamíferos marinos es difícil de predecir y aún más en el entorno tropical. La adaptación al cambio climático será más difícil para las poblaciones de pequeños cetáceos que viven cerca de las costas, en zonas restringidas. El estrés térmico, las floraciones de algas, la disminución del caudal de los ríos y, por tanto, la concentración de contaminantes, e incluso la disminución de los recursos pesqueros y la destrucción de ciertos hábitats clave como los arrecifes de coral son otras de las amenazas a las que se exponen los mamíferos marinos·.

## Gestión

### Regulación internacional
A escala mundial, los países miembro de la Comisión Ballenera Internacional han ratificado una moratoria y prohíben la caza de ciertas especies de cetáceos. Puesto que esta moratoria solo se aplica a la caza comercial, la caza de subsistencia y la denominada caza científica están sometidas a una derogación y a ciertas cuotas. Dentro de la región del Caribe, San Vicente y las Granadinas (isla de Bequia) poseen una derogación para la caza "aborigen" de la ballena jorobada. Tienen autorización para cazar 28 individuos entre 2019 y 2025. El comercio de mamíferos marinos también está regulado por la convención CITES.
A escala regional, los países signatarios del Protocolo SPAW del Convenio de Cartagena se comprometen a dar una protección completa a los mamíferos marinos en su territorio. De hecho, todas estas especies están inscritas en el Anexo II del Protocolo relativo a las Áreas y la Flora y la Fauna Silvestres Especialmente Protegidas (SPAW) del Convenio de Cartagena. Esto implica que en las 17 Partes del Protocolo están prohibidas todas las formas de destrucción y alteración y que están asimismo prohibidos el comercio y la posesión de mamíferos marinos, incluidos los productos derivados de estas especies. Además, deben regularse todas las actividades humanas que tengan un impacto sobre su hábitat. Sin embargo, el protocolo prevé la posibilidad de solicitar derogaciones con fines científicos, educativos o de gestión que puedan ser necesarias para la supervivencia de la especie. Las partes del Protocolo aprobaron un plan de acción para los mamíferos marinos en 2008.
El proyecto Lifeweb propuso en 2014 varios escenarios para reforzar la protección de los mamíferos marinos a nivel regional, en particular con la puesta en marcha de 3 áreas marinas particularmente sensibles (PSSA, por sus siglas en inglés): al norte de la República Dominicana y al norte de Puerto Rico, en la zona del canal de las Islas Vírgenes al oeste de Santo Tomás, en el noroeste de Santa Lucía, a lo largo de la costa de la Martinica y de la Dominica y al sur de la Guadalupe.

### Legislaciones nacionales
En 2020 el CAR-SPAW llevó a cabo un estudio sobre la legislación nacional de cada país en el marco del proyecto CARI'MAM. Gracias a esta encuesta se identificaron las normativas nacionales específicas sobre mamíferos marinos en cada país (lo que no excluye la legislación general y global en materia de medioambiente, pesca o biodiversidad que incluya a estos animales). El análisis del plan de acción sobre los mamíferos marinos de 2012 incluye otros elementos sobre las legislaciones nacionales.
| País                         | Legislación específica |
| ---------------------------- | --- |
| Antigua y Barbuda            | |
| Bahamas                      | Bahamas Marine Mammal Protection Act que entró en vigor en 2006 y fue actualizada en 2010 |
| Barbados                     | No posee ninguna legislación específica |
| Belice                       | Ley sobre los Recursos Pesqueros (2020) que regulan la protección integral de los mamíferos marinos. |
| Colombia                     | - Constitución Política (1991) que establece los deberes del Estado colombiano en materia de protección de los recursos naturales y de manera más específica en materia de diversidad y de la integridad del medioambiente, y en la que se garantiza la participación de las comunidades en los procesos de toma de decisión. - Leyes relativas a la protección de la fauna silvestre y los ecosistemas: decreto ley 2811 (1974) que por el que se dicta el Código Nacional sobre los Recursos Naturales y de Protección del Medioambiente. - Decreto 1681 (1978) que regula la conservación y la utilización de los recursos hidrobiológicos. |
| Costa Rica                   | |
| Cuba                         | No tiene una legislación específica relativa a los mamíferos marinos, aunque existe un reglamento para el control y la protección de la diversidad biológica de interés particular que incluye a todos los cetáceos y manatíes. |
| Dominica                     | |
| República Dominica           | - Ley General sobre el Medio Ambiente y Recursos Naturales (Ley 64 del año 2000); - Ley Sectorial de Áreas Protegidas (ley 202 del año 2004); - Ley General de Biodiversidad (ley 333 del año 2015) |
| Francia                      | Orden ministerial que define la lista de mamíferos marinos protegidos en el territorio nacional y las modalidades de protección de estos (2011) |
| Granada                      | No posee ninguna legislación específica |
| Guyana                       | No posee ninguna legislación específica |
| Haití                        | |
| Honduras                     | No tiene una legislación específica, aunque posee un régimen de protección general para la fauna silvestre y los ecosistemas que beneficia a estos animales. |
| Jamaica                      | |
| Panamá                       | - Ley que establece el corredor marino para la protección y la conservación de los mamíferos marinos en las aguas bajo jurisdicción nacional (2005). - Resolución 0530-2017 del Protocolo sobre la observación de los cetáceos en las aguas bajo jurisdicción nacional. - Decreto ejecutivo 6-A sobre las disposiciones para reducir las heridas a los mamíferos marinos durante las actividades de pesca. |
| México                       | - Código Penal Federal (versión de 2020 en vigor): artículo 420 de la Ley General sobre el Equilibrio Ecológico y la Protección al Ambiente (versión de 2019 en vigor) y artículo 20 Bis. 6, Art. 28, Art. 51, Art. 131 y Art. 132 relativos a los ecosistemas marinos incluidas la fauna y la flora acuática. - Ley General de Vida Silvestre (versión de 2020 en vigor): artículo 55 Bis (versión de 2010 en vigor) y Art. 60 Bis. - Protocolo de Atención para Varamiento de Mamíferos Marinos (2014). - Decretos de creación de las Áreas Naturales Protegidas. - Acuerdos sobre los planes de gestión de las Áreas Naturales Protegidas.  |
| Montserrat                   | No tiene una legislación específica, aunque posee un régimen de protección general para la fauna silvestre y los ecosistemas que beneficia a estos animales. |
| Nicaragua                    | |
| Países Bajos                 | - Decreto sobre la pesca BES de 2010. - Ley sobre la naturaleza BES de 2010 (que hace referencia a las especies en las secciones f, g, h y i de protocolo SPAW). - Mapa de conservación de la naturaleza. |
| Santa Lucía                  | No posee ninguna legislación específica |
| San Vicente y las Granadinas | Regulación aborigen de la caza de subsistencia de ballenas (2003). |
| Trinidad y Tobago            | No tiene una legislación específica, aunque posee un régimen de protección general para la fauna silvestre y los ecosistemas que beneficia a estos animales. |
| Turcas y Caicos              | Ordenanza de protección pesquera (versión de 2018 en vigor). |
| Estados Unidos de América    | - Ley de Protección de los Mamíferos Marinos. - Ley de Especies en Peligro. - Ley sobre el Bienestar Animal. - Ley de Información sobre la Protección del Consumidor de Delfín |
| Venezuela                    | No tiene una legislación específica, aunque se prohíbe la explotación de una especie sin la aprobación previa de un programa de explotación, lo que excluye teóricamente a los mamíferos marinos. |
| Islas Vírgenes Británicas    | |

### Santuarios para mamíferos marinos
Varios países han declarado la totalidad o parte de su zona económica exclusiva como santuario para mamíferos marinos. Concretamente, estas áreas marinas protegidas están dedicadas a la conservación de estas especies aunque a menudo sean ya objeto de medidas de conservación a escala nacional. Desde principios del siglo XXI, estas distintas áreas marinas protegidas de gran tamaño han firmado acuerdos de cooperación, bajo el impulso del programa de "santuarios hermanados" de la NOAA.
Más allá de estos grandes santuarios, las 74 áreas protegidas identificadas durante el proyecto Lifeweb en 2014 no son suficientes para proteger a los mamíferos marinos de manera eficaz, salvo a los que viven muy cerca de las costas. En 2020 se llevó a cabo un análisis de los planes de gestión de las áreas marinas protegidas del Caribe en el marco del proyecto CARI'MAM que concluyó que en los espacios costeros los documentos de planificación tienen muy poco en consideración a los mamíferos marinos.
El proyecto Lifeweb completó su análisis con recomendaciones, incluida la de crear una red de áreas marinas protegidas. Con esta perspectiva se inició el proyecto MamaCocoSea (Marine Mammal Conservation Corridor for Northern South America) entre 2011 y 2014 dedicado a fomentar la cooperación entre profesionales que trabajan con los mamíferos marinos en el noreste de América Latina·. Entre 2018 y 2021 el proyecto CARI'MAM (Caribbean Marine Mammals Preservation network) dedicó sus esfuerzos a reforzar la red de socios en todo el Caribe. En abril de 2021 el comité científico y técnico del protocolo SPAW solicitó a la secretaría que reflexionara sobre la creación de una red de actividad regional basándose en los resultados de este proyecto.

#### Santuario Agoa
El Santuario Agoa abarca los 143 256 km2 de la zona económica exclusiva francesa en las Antillas, es decir, las aguas de  Martinica, Guadalupe, San Martín y San Bartolomé. Se creó en 2010 y fue reconocido en el protocolo SPAW del Convenio de Cartagena en 2012, con el objetivo de "garantizar un estado de conservación favorable de los mamíferos marinos protegiendo tanto a los animales como a sus hábitats de los impactos negativos directos, indirectos, constatados y potenciales de las actividades humanas".

#### Santuario Yarari
El Santuario Yarari fue creado en 2015 alrededor de las islas neerlandesas de Saba y Bonaire. En 2018 se añadieron a él las aguas de San Eustaquio. La totalidad de la zona económica exclusiva de estas tres islas, es decir los Países Bajos caribeños, constituye por tanto un santuario dedicado a la conservación de mamíferos marinos y tiburones con un área total de 25 390 km2.

#### Santuario del Banco de la Plata y la Navidad
El Banco de la Plata y la Navidad es un área marina protegida creada en la República Dominicana mediante el decreto n°319 de 14 de octubre de 1986 y modificado por la ley n°202 de áreas protegidas, por la que se aumentó su superficie hasta los 32 879,8 km2·. Esta área es especialmente conocida como zona de reproducción importante para las ballenas jorobadas en el Caribe. Se estima que entre 2000 y 3000 individuos vienen a pasar el invierno boreal allí cada año.

#### Santuario de mamíferos marinos de las Bermudas
En septiembre de 2012 toda la zona económica exclusiva del archipiélago de las Bermudas, en los límites de la región del Caribe, fue declarada santuario para mamíferos marinos, es decir, una superficie total de más de 583 083,68 km2. La declaración de santuario tiene ante todo el objetivo de reforzar la protección de las ballenas jorobadas, ya protegidas por otros 2 textos legislativos nacionales, y la cooperación con otros santuarios nacionales, como el Stellwagen Bank National Marine Sanctuary en la bahía de Massachusetts.

#### Informes institucionales
- Éléments de développement pour un plan d'action pour les mammifères marins: Rapport sur la répartition des mammifères marins, Ward et al, Programme des Nations Unies pour l'Environnement, 1ère réunion des Parties au protocole SPAW, 24 septembre 2001. UNEP(DEC)/CAR IG. 20/INF.3
- Action Plan For The Conservation Of Marine Mammals (Mmap) In The Wider Caribbean Region, UNEP, 2008
- Implementation of the Action Plan for the Conservation of Marine Mammals (MMAP) in the Wider Caribbean: A scientific and technical analysis Archivado el 10 de octubre de 2021 en Wayback Machine., Vail & Borobia, 2020, UN Environment, Caribbean Environment Programme, Specially Protected Areas and Wildlife Regional Activity Centre. 158 pp.
- LifeWeb-Spain UNEP-CEP Meeting on Scenarios for Transboundary Marine Mammal Management in the Wider Caribbean MarViva Foundation, 2014

#### Informes nacionales y principales campañas de seguimiento
- Marine Mammal Sightings in the Caribbean Sea and Gulf of Mexico, Summer 1991, Jefferson & Lynn, Caribbean Journal of Science, Vol. 30, No. 1-2, 83-89, 1994
- A review of marine mammal records of Cuba, Whitt & al, 2011, Latin American Journal of Aquatic Mammals 9(2): 65-122.
- Cetaceans observed in Suriname and adjacent waters, De Boer, 2015, Latin American Journal of Aquatic Mammals 10(1): 2-19.
- A Review of the Aquatic Mammals of Belize, Ramos & al, 2016, Aquatic Mammals, 42(4), 476-493.
- Aquatic mammals from the Mexican Caribbean; a review, Nino-Torres at al, 2015, Hidrobiológica vol.25 no.1 México ene./abr.
- Cetacean encounters around the island of Montserrat (Caribbean Sea) during 2007 and 2010, including new species state records Weir, C., Calderan, S., Unwin, M., & Paulatto, M., 2011, Marine Biodiversity Records, 4, E42
- The marine mammals of the Dutch Caribbean: a comparison between EEZ sectors, contrasts and concerns Adolphe O. Debrot, Richard H. Witte and Meike Scheidat, 2011, Ecography
- Observations of Small Cetaceans in the Eastern Caribbean, Boisseau et al, 2006, International Whaling Commission Scientific Committee Paper SC/58/SM24.

#### Seguimiento de los varamientos
- Cetacean strandings in Puerto Rico and the Virgin Islands, Mignucci et al, 1999, Journal of Cetacean Research and Management, 1(2), 191-198.
- Base de données des échouages des Antilles et Guyane française Laboratoire Pelagis

#### Bases de datos taxonómicas
- «World Register of Marine Species». World Register of Marine Species (en inglés)..
- «Système d'information taxonomique intégré». ITIS (en inglés)..
- «Sea Life Base». Sealifebase.org (en inglés)..